# フランシス・アルバート
フランシス・アルバート（英: Francis Albert）は、カクテルのひとつ。日本で考案されたカクテルである（後述）。

## 由来
フランク・シナトラの本名、フランシス・アルバート・シナトラより。シナトラのイメージのカクテルとして作られた。『バー・ラジオのカクテルブック』（1986年、尾崎浩司、榎木冨士夫 共著、大輪真之 写真、柴田書店）に掲載されている。
阿川佐和子は和田誠から聞いた話として以下のような話を記している。
和田はバー・ラジオのオーナーバーテンダー尾崎浩司と仲が良かった。和田の仲間たちがデューク・エリントンの楽曲を演奏するコンサートを開いた際に、コンサート会場に尾崎が出張バーを開き、そこで演奏した曲名『キャラバン』、『サテン・ドール』といった名前のオリジナル創作カクテルを提供した。この流れで和田と尾崎は歓談中に「フランク・シナトラのカクテルがあっても良い」ということになり、尾崎が考案することになった。しかし、カクテル名をそのまま「フランク・シナトラ」にしたのでは捻りがないため、本名の「フランシス・アルバート」をカクテルの名前とした。また、名称については、このカクテルを飲んだ八木正生が「シナトラではなくフランシス・アルバートと呼びたい」と喚いたため、この名前になったとも。
ヨコハマのように例外もあるが、通常、カクテルではベースとなる酒は1種類である。しかし、尾崎はあえてバーボン・ウイスキーとジンを混ぜた。しかしながら、バーボン・ウイスキーとジンなら何でも良いわけではなく、試飲の末、ワイルドターキーとタンカレー・ドライ・ジンを用いたものが味が良いとしてレシピが決まった。
アルコール度数は高いが、悪酔いしないと阿川は記している。高岩遼も同様に「約40度近いカクテルだが、自分の見解では二日酔いにならない」と記している。

## レシピ
材料
- ワイルドターキー - 1/2
- タンカレー・ドライ・ジン - 1/2

ことこのカクテルに関しては銘柄限定である。

作り方
1. ワイルドターキーとタンカレー・ドライ・ジン等量をステアする。
2. カクテルグラスに注ぐ。

ロックスタイルで時間をかけて飲むことも好まれている。
ワイルドターキーとタンカレー・ドライ・ジンを30mlずつで作った場合のカロリーは約168kcalとなる。